# کوالا کنگسر
کوالا کنگسر (به لاتین: Kuala Kangsar) یک منطقهٔ مسکونی در مالزی است که در پراک واقع شده‌است.

## خصوصیات
کوالا کنگسر ۲۰۴٫۹۴ کیلومترمربع مساحت و ۳۹٬۳۰۰ نفر جمعیت دارد.